# Brendan Guhle
Brendan Guhle (Edmonton, 29 luglio 1997) è un ex hockeista su ghiaccio canadese, di ruolo difensore.

## Biografia

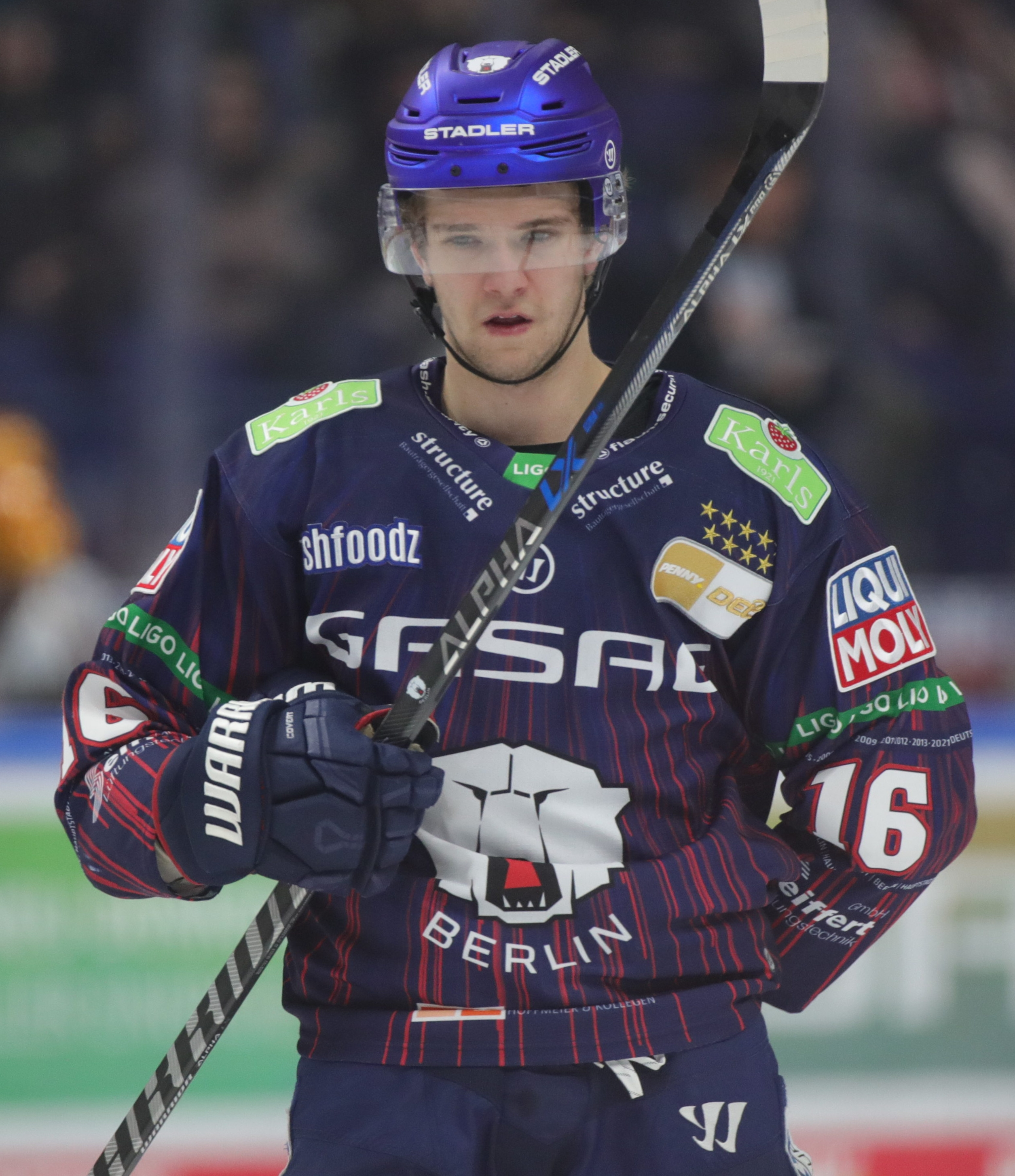
Guhle nel dicembre 2022 con la maglia degli Eisbären Berlin

Venne scelto al draft 2015 della NHL dai Buffalo Sabres al secondo giro. Fece il suo esordio con la maglia dei Sabres nella stagione 2016-2017, ma nelle due stagioni e mezza successive giocò perlopiù in American Hockey League coi Rochester Americans.
Nel febbraio 2019 passò agli Anaheim Ducks, ma anche qui giocò perlopiù col farm team in AHL, i San Diego Gulls.
Nell'estate 2022 si trasferì in Europa, firmando un contratto con gli Eisbären Berlin nella Deutsche Eishockey Liga. Guhle si infortunò alla testa nella prima gara della stagione, in Champions Hockey League. Fece l'esordio in campionato il successivo 30 novembre, ma dopo soli sette incontri informò la squadra della sua decisione di ritirarsi, scelta fatta per motivi personali e non per l'infortunio patito mesi prima.
Anche il fratello minore Kaiden è un hockeista su ghiaccio.